# Musée en Herbe
Musée en Herbe (tj. Muzeum v trávě) je muzeum v Paříži. Nachází se v 1. obvodu v ulici Rue Hérold. Muzeum je určeno pro vzdělávání a zábavu dětí.

## Historie
Muzeum bylo založeno v roce 1975 v Jardin d'acclimatation a roku 2008 bylo přemístěno do ulice Rue Hérold v 1. obvodu.

## Expozice
Muzeum představuje formou her umělecká, vědecká a občanská témata určené speciálně pro děti. Ve spolupráci s nadací Vasarely v Aix-en-Provence představuje dílo Victora Vasarelyho a jeho op-art. Muzeum organizuje výtvarné dílny, ve kterých děti společně nebo s rodiči mohou rozvíjet své schopnosti. Zde mohou objevovat tvorbu uměleckého díla za použití různých materiálů a technik (malířské šablony, koláže, malba, kresba, psaní aj.) Jejich díla pak jsou vystavována v místní galerii, která je zdarma otevřena pro veřejnost.
Muzeum rovněž nabízí dílnu výroby jogurtů ve spolupráci s firmou Yoplait a poštovní dílny státní pošty La Poste.